# Марютино
Марютино — деревня в Медынском районе Калужской области Российской Федерации. Входит в состав сельского поселения «Село Адуево».

## Этимология
Название Марютино происходит от уменьшительного сокращения имени Мария — Марюта. Женские имена селениями давались редко, обычно в честь вдовы погибшего и умершего владельца.

## География
Деревня находится на Смоленско-Московской возвышенности, на расстоянии 12 км к востоку от города Медынь, административного центра района.

### Часовой пояс
Деревня Марютино, как и вся Калужская область, находится в часовой зоне МСК (московское время). Смещение применяемого времени относительно UTC составляет +3:00.

## Население
| 2002 | 2010 |
| ---- | ---- |
| 124  | ↘72  |